# Quebe
Quebe es un poblado aimara altiplánico. Se ubica en la comuna de Colchane, Región de Tarapacá, Chile. Está situado a 4004 metros sobre el nivel del mar.